# Gran dirrombidodecaedro birromo
En la geometría, el gran dirrombidodecaedro birromo, también llamado la figura de Skilling, es un poliedro estrellado uniforme degenerado. 
Se demostró en 1970 que solo hay 75 poliedros uniformes además de las familias infinitas de prismas y antiprismas. John Skilling descubrió otro ejemplo degenerado, el dirrombidodecaedro birromo, al relajar la condición de que las aristas deben no sobrelaparse. De manera más precisa, permitió que cualquier cantidad par de caras se interesacaran en una sola arista, siempre y cuando la figura no pudiera ser separada en dos conjuntos de caras conectados. Debido a que su realización geométrica tiene algunas aristas dobles en las cuales cuatro caras se encuentran, se considera un poliedro uniforme degenerado pero no estrictamente un poliedro uniforme. 
El número de aristas es ambiguo, pues el poliedro abstracto subyacente tiene 360 aristas, pero 120 pares de estas tienen la misma imagen en la realización geométrica, por lo que la realización geométrica tiene 120 aristas simples y 120 aristas dobles, para un total de 240 aristas. La característica de Euler del poliedro abstracto es −96. Si las parejas de aristas coincidentes en la realización geométrica se consideran una sola arista, entonces el poliedro solo tiene 240 aristas y característica de Euler 24. 
La figura del vértice tiene 4 caras cuadradas que pasan por el centro del modelo. 
Se puede construir como la disyunción exclusiva del gran dirrombicosidodecaedro y el compuesto de veinte octaedros. 

## Poliedros relacionados
Comparte la misma disposición de borde que el gran dirrombicosidodecaedro, pero tiene un conjunto diferente de caras triangulares. Los vértices y las aristas también están compartidas con los compuestos uniformes de veinte octaedros o veinte tetrahemihexaedros. 180 de los bordes se comparten con el gran dodecicosidodecaedro romo . 
| Envolvente convexa              | Gran dodecicosidodecaedro romo | Gran dirrombicosidodecaedro romo       |
| Gran dirrombidodecaedro birromo | Compuesto de veinte octaedros  | Compuesto de veinte tetrahemihexaedros |

## Gran dirrombidodecacrono birromo
El dual del gran dirrombidodecaedro birromo se llama el gran dirrombidodecacrono birromo. Es un poliedro infinito isoedral no convexo. 
Al igual que el gran dirrombicosidodecacrono visualmente idéntico, en Dual Models de Magnus Wenninger, se representa con prismas infinitos que se cruzan en el centro del modelo, cortados en un punto que sea conveniente para el fabricante. Wenninger sugirió que estas figuras son miembros de una nueva clase de poliedros de estelación, llamada estelación hasta el infinito. Sin embargo, también reconoció que estrictamente hablando, estas figuras no son poliedros porque su construcción no se ajusta a las definiciones habituales. 

## Galería
| Relleno tradicional | Relleno módulo 2 |